# Ali Mahmoud Hassan
Ali Mahmoud Hassan (àrab: محمود حسن)  (El Caire, 15 de desembre de 1919 - 10 de novembre de 1998) va ser un lluitador egipci, especialista en lluita grecoromana, que va competir durant les dècades de 1940 i 1950.
El 1948 va prendre part en els Jocs Olímpics de Londres, on guanyà la medalla de plata en la competició del pes gall del programa de lluita grecoromana. Quatre anys més tard, als Jocs de Hèlsinki va disputar, sense sort, la mateixa prova del programa de lluita grecoromana.